# 安德里·比留科夫

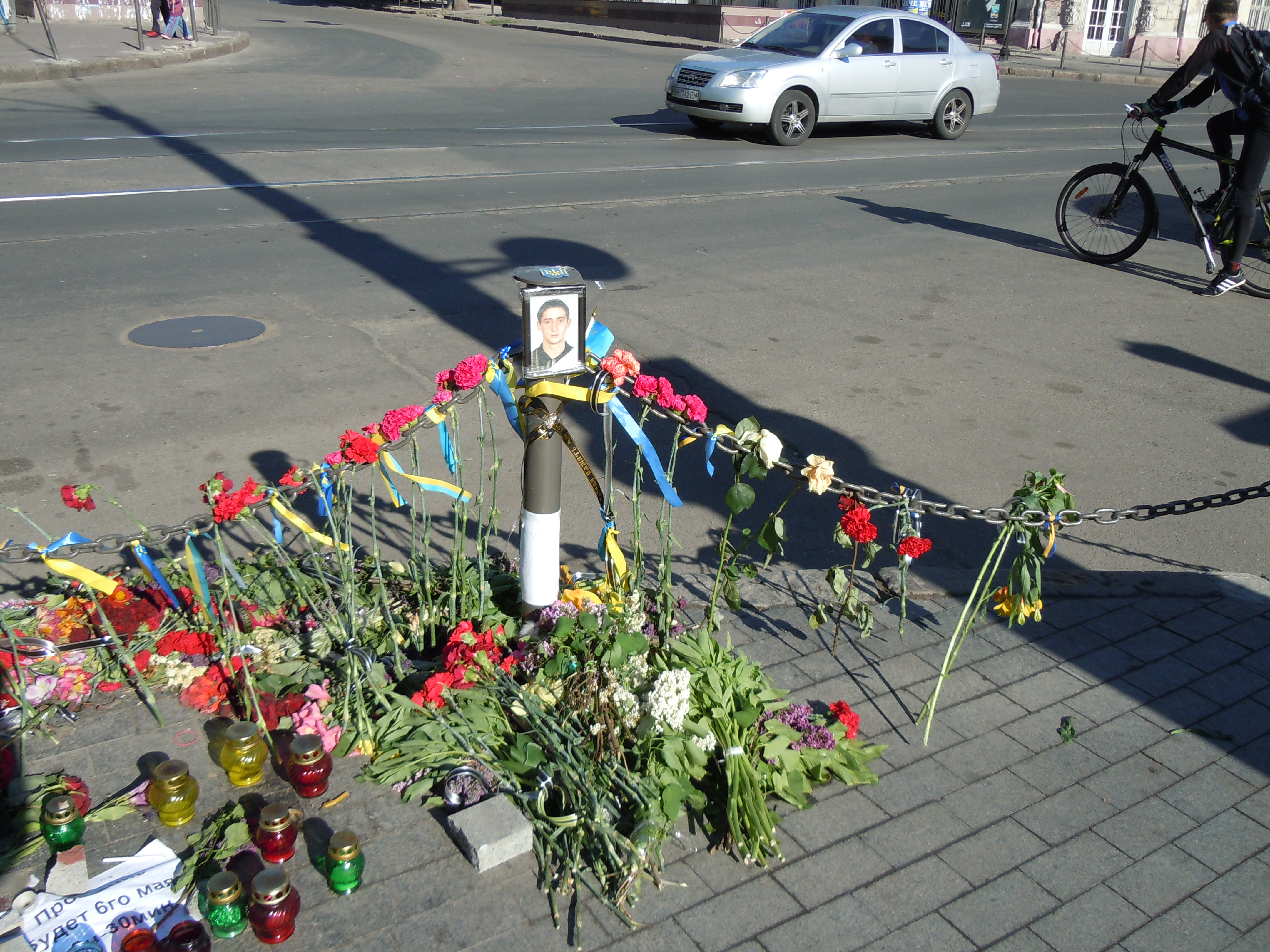
比留科夫中枪处民众留下的纪念物

安德里·瓦西廖维奇·比留科夫（烏克蘭語：Андрій Васильович Бірюков，羅馬化：Andrii Vasyliovych Biriukov，1978年8月6日—2014年5月2日），乌克兰爱国者，廣場革命活動家。他在2014年5月2日的敖德萨冲突中被俄国武装分子开枪射杀。
他在敖德萨的马拉·阿诺茨卡街，在Privoz市场附近的学校学习。他是敖德萨亲欧盟示威的积极参与者。
2014年5月2日，他在敖德萨的冲突期间被俄国武装分子开枪击中。比留科夫肺部受了枪伤，死于失血過多。